# Ohnivec rakouský
Ohnivec rakouský (Sarcoscypha austriaca (O. Beck ex Sacc.) Boud.) je nejedlá houba z čeledi ohnivcovitých. Roste nehojně až vzácně, jednotlivě nebo v malých skupinách v předjaří a začátkem jara na mrtvém dřevě listnáčů. Vyskytuje se v Evropě a Severní Americe.
Velice podobné druhy rostoucí v ČR jsou ohnivec šarlatový (Sarcoscypha coccinea) a ohnivec jurský (S. jurana). Tyto tři druhy je od sebe možno spolehlivě rozlišit v zásadě jen mikroskopicky. To samé se týká i severoamerického ohnivce Sarcoscypha dudleyi.

## Popis
Ohnivec rakouský roste nejčastěji na padlém dřevě listnatých stromů z rodů trnovník, vrba a javor a také olše šedé, většinou v mechu a spadaném listí v místech s vyšším obsahem humusu a vyšší vlhkostí. Vyvíjet se mohou i pod sněhem, odhalí je až následné tání.
Plodnice jsou 1 až 8 centimetrů široké, číšovité až miskovité, masité, křehké a posléze roztrhané. Okraj mladých plodnic bývá nadvinutý. Ohnivec rakouský je uvnitř karmínově červený, vnějšek plodnic bývá zbarven v mnoha odstínech bílé, ale i růžové, nažloutlé až krémové, je jemně pýřitý. Chloupky bývají zvlněné až spirálovité. To je také další rozlišující znak od ohnivce šarlatového a o. jurského Třeň je krátký, barvy jako vnější povrch plodnice, obyčejně v opadu či zemi ponořený, přirostlý k substrátu.
Dužnina je bílá, s tenkou červenou vrstvou na vnitřní straně. Toto zbarvení způsobují parafýzy obsahující četné červené granulky. Ty obsahují pigment plectaniaxanthin nebo beta karoten. Výtrusný prach je bílý, výtrusy jsou elipsoidní se zploštělými konci, velikosti přibližně 30 x 10 µm. Tak jako u ostatních druhů rodu obsahují olejové kapičky.

## Synonyma

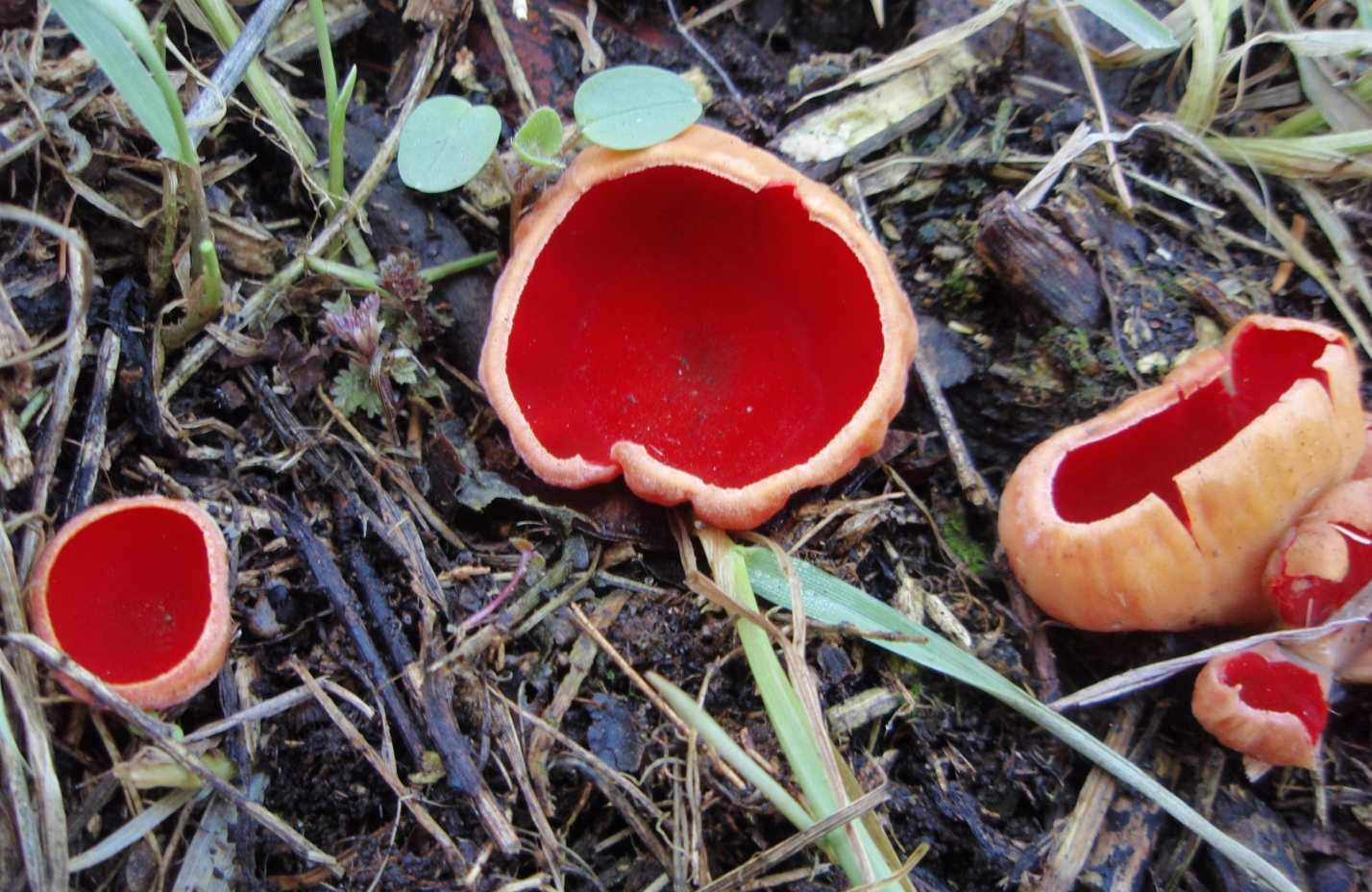
Skupinka ohnivců vyrůstajících zdánlivě ze země

- Lachnea austriaca Beck ex Sacc., 1889
- Molliardiomyces coccineus Paden, 1984
- Peziza austriaca Beck ex Mussat, 1900
- Peziza imperialis Beck, 1884